# Oberalp (prelaz)
Prelaz Oberalp (retoromansko: Alpsu ali Cuolm d'Ursera; nemško Oberalppass) (2044 metrov nad morjem) je visokogorski prelaz v Švicarskih Alpah, ki povezuje kantona Graubünden in Uri med Disentis/Mustér in Andermatt.

## Lega
Prelaz je na 2044 m nadmorske višine v občini Tujetsch. Takoj zahodno od prelaza je rahlo zajezen Oberalpsee. Jugozahodno se dviga Pazolastock (2739 m), na vzhodu Calmut (2310 m), severno od tega Piz Tiarms (2917 m), zahodno od tega Schneehüenerstock (2772 m), ki se uporablja v vojaške namene in je dostopen z gondolsko žičnico, ter Brunnenstock (2887 m).
Med Calmutom in Piz Tiarmsom je prelaz Tiarms (2148 m nadmorske višine), ki prav tako vodi v Rueras preko Mileza in je bil uporabljen kot manj plazovita pot med Tujetschom in prelazom Oberalp, preden je bila cesta zgrajena čez Tschamut. Med Piz Tiarmsom in Schneehüenerstockom leži Fellilücke (2476 m), po katerem se doseže Gurtnellen.
Tri kilometre južno od prelaza je Lai da Tuma (Tomassee, 2345 m). Velja za izvir Rena (Vorderrhein, Rein Anteriur). Iztok iz jezera se imenuje Rein da Tuma. Iz tega in nekaj drugih pritokov se po prvih dveh dolinskih stopnicah oblikuje Vorderrhein pred Tschamutom.

## Zgodovina
Kot povezava z dolino Ursern in naprej proti severu, zahodu in jugu je bil prelaz Oberalp pomembna povezava že v srednjem veku, zato je imel samostan Disentis pomembne suverene pravice in dobrine v Ursernu.
Leta 1862/63 je bila pot preko Tschamuta razširjena v cesto. Glavna cesta 19, ki vodi čez prelaz, je pozimi zaprta. Med Andermattom in Sedrunom se pozimi lahko prevaža omejeno število vozil z avtovlakom.
Od leta 1911 je bila zgrajena železnica Furka-Oberalp, ki je zaradi vojne lahko začela obratovati šele leta 1926. Proga je bila elektrificirana leta 1942 in od leta 2003 obratuje vse leto kot Matterhorn-Gotthard-Bahn. Vlak prečka prelaz v skoraj 900 metrov dolgem tunelu in več galerijah. Zaradi tega je poleg Berninske železnice edina železniška proga v Švici, ki nima dolgega predora na takšni višini.

### Zimsko zaprtje
Javna cesta, ki prečka prelaz, je pozimi zaprta, vendar železniška proga Furka-Oberalp, ki je zdaj del Matterhorn Gotthard Bahn, vozi vse leto in pozimi zagotavlja omejen prevoz za avtomobile (potrebna je rezervacija). Kdaj se cesta zapre, je odvisno od sneženja in se razlikuje od konca oktobra do začetka decembra. Cesta se ponovno odpre spomladi, običajno konec aprila, včasih pa šele sredi maja.
Pozimi se smučišče razširi na Graubündensko stran, ki povezuje prelaz globoko v ozemlje Tujetsch z Dienijem, blizu Ruerasa.

## Izvir reke Ren
Ren izvira iz bližnjega izvira (Tomasee), do katerega se lahko dostopa s hojo dve uri od prelaza Oberalp. Večdnevna pohodniška pot je označena čez prelaz Oberalp in vzdolž mladega Rena, imenovanega Senda Sursilvana.
Jezero Oberalpsee je 20 m nižje, v smeri Andermatta. 

## Železniška postaja
Železniška postaja je ob cesti Oberalppass. Je ob vznožju smučišča Oberalp. Postaja je v lasti in upravljanju Matterhorn Gotthard Bahn. Ima 3 ploščadi, od katerih je ena iz Andermatta pozimi pogosto zaprta. Železnica na obeh straneh postaje je enotirna, zato je Oberalppass pomembno prehodno mesto. Postaja je najvišja točka v omrežju Matterhorn Gotthard Bahn.

## Ski Area
Prelaz Oberalp poteka mimo smučišča Oberalp, ki je del Gotthard Oberalp Arene.
Trenutno obstajajo načrti, da bi smučišče povezali s sosednjo goro Nätschen, ki je prav tako del Gotthard Oberalp Arene.

## Galerija
- Oberalp Pass
- Jezero Oberalp cestno-železniška galerija
- Na vrhu prelaza
- Tomasee
- Oberalp pozimi
- Nekdanji sistem bunkerjev nad prelazom Fellilücke (2476 m)